# John Ekman (bogserbåt)
John Ekman är en svensk bogserbåt stationerad i Lugnvik.
John Ekman 1961 som John Ekman för Dynäs AB, Dynäs, av Rauma-Repola Oy i Lovisa i Finland.
Hon ägdes av massa- och pappersfabriken i Väja fram till 1992 då hon såldes till Ådalens Stuveri AB, som vid nedläggningen av företaget 2006 sålde vidare till Marine Carrier WL AB i Piteå. Hon målades då om från svart till orange.
John Ekman är om vintrarna verksam som isbrytare på Ångermanälven.